# Clare Lennart
Clare Lennart, pseudoniem van Clara Helena Klaver (Hattem, 21 juli 1899 - Utrecht, 30 december 1972), was een Nederlands romanschrijfster en vertaler.

## Levensloop
Clare Lennart werd in 1899 geboren als dochter van kunstschilder Luite Klaver en Gerarda Jacoba Doyer. In haar jeugd woonde ze op diverse plekken, met name in Oldebroek. In 1914 begon zij aan de opleiding voor onderwijzers aan de Rijkskweekschool voor meisjes te Apeldoorn. Ze slaagde in 1918 voor de akte voor onderwijzeres. Later behaalde ze ook nog de akte voor Frans en Engels. 
Lennart werkte na haar studie in de Wijk, Olst en Utrecht. In 1926 leerde ze in Utrecht haar latere man kennen, de militaire kok Wim van den Boogaard. Omdat deze gehuwd was, kwam Lennart in conflict met het gemeentebestuur. Dat was de reden dat zij in 1927 vrijwillig ontslag nam. 
Ze begon een pension aan de Nicolaasweg, later woonde ze aan de Rembrandtkade en de Steenweg en ze begon met schrijven. Haar debuut kwam in Groot Nederland, waar door Frans Coenen haar verhaal Liefde en logica geplaatst werd. Lennart verzorgde Coenen in zijn laatste levensmaanden.
Haar romandebuut was Avontuur en kwam uit in 1935. Ook publiceerde ze in De Groene Amsterdammer en Den Gulden Winckel. Tevens schreef ze jeugdliteratuur waaronder het meisjesboek De wijde wereld, dat tot jeugdboek van de maand werd uitgeroepen.
In 1939 vertrok ze naar Rotterdam om dicht bij haar in Delft gestationeerde partner te verblijven. Na het bombardement in mei 1940 vluchtte ze terug naar Utrecht, alwaar ze bij haar zus verbleef. 
Na een half jaar vestigde Lennart zich in aan de Zuilenstraat, waar zij wederom een pension opende. 
In 1947 trouwde ze met haar geliefde Wim van den Boogaard, nadat zijn eerste vrouw, die niet wilde scheiden, was overleden. 
Na het huwelijk schreef ze tussen 1945 en 1960 diverse werken en gaf lezingen. In 1949 werd haar novelle De twee negerpopjes bekroond als Boekenweekgeschenk. In 1955 schreef ze nogmaals het boekenweekgeschenk Op schrijversvoeten door Nederland, waarin ze een thuisbezoek aan 15 schrijvers uit die tijd beschrijft. Naast schrijven kreeg Lennart verschillende opdrachten en vertaalde ze ook veel, onder andere werk van Pearl S. Buck, Truman Capote, Colette, Charles Dickens en Anne Philipe. Ze was in die periode ook bestuurslid van de Maatschappij der Nederlandse Letterkunde en redacteur van Elseviers Weekblad, Het Parool, Het Boek van Nu en het Utrechts Nieuwsblad.
In 1960 stierf Wim van den Boogaard, een half jaar later overleed ook haar vader. Er kwamen nog enkele kinderboeken en een vertelling (Twintig ramen aan de straat) van Lennart uit en ze gaf nog enkele lezingen. 
Op 30 december 1972 overleed Clare Lennart in het Diaconessenhuis aan de gevolgen van een ernstig hartinfarct. 
Ze werd op 3 januari 1973 op begraafplaats Den en Rust in Bilthoven bij haar man begraven. Theun de Vries was een van de sprekers op de begrafenis.

## Werken
- Avontuur (1935)
- De blauwe horizon (1936) (deel 1)
- De wijde wereld (1936)
- Mallemolen (1936)
- Tooverlantaarn (1937)
- Huisjes van kaarten (1939) (herdrukt met nawoord in 2019)
- Maanlicht (1939)
- Ter herinnering aan Rotterdam (1946)
- Kasteel te huur (1948)
- Rouska (1949)
- Twee negerpopjes (1949) (boekenweekgeschenk)
- De blauwe horizon (1950) (deel 1 en 2)
- Prinsesje Mimosa (1951)
- Serenade uit de verte (1951)
- Liefde en logica (1952)
- Stad met rose huizen (1954)
- Op schrijversvoeten door Nederland (1955) (boekenweekgeschenk)
- De ogen van Roosje (1957)
- Kathinka uit de Kattesnorstraat (1957)
- Iboe (1960)
- Rinus Spoormus (1960)
- Scheepjes van papier (1962)
- Utrecht. Stad en provincie (1962)
- Twintig ramen aan de straat (1965)
- Kinderverhalen (1965)
- Martijn en Martientje (1965)
- De bosjespoesen (1967)
- Pluk een roos (1967)
- Een mus op de vensterbank (1969)
- Het vrouwtje Tamarinde (1970)
- Weleer (1971)
- Notitieboek van poesen (1973)
- Weleer (deel 2) (1976)
- Het paard lacht (1977)
- Dwalen door een paradijs - een keuze uit niet eerder gebundelde columns 'Van Tijd tot Tijd' in het Utrechts Nieuwsblad (2022)

## Secundaire literatuur
- Fré Dommisse - Over Clare Lennart (Den Haag, 1965)
- Eveline Klaver - Claartje, mijn zusje (Den Haag, 1979)
- Petra Teunissen - Voor 't gewone leven ongeschikt. Een biografie van Clare Lennart (Barendrecht, 2017)